# ألوار عليا
ألوار عليا هي قرية في مقاطعة تبريز، إيران. عدد سكان هذه القرية هو 1,309 في سنة 2006.